# Affaire Firepower
 (octobre 2023).
Si vous disposez d'ouvrages ou d'articles de référence ou si vous connaissez des sites web de qualité traitant du thème abordé ici, merci de compléter l'article en donnant les références utiles à sa vérifiabilité et en les liant à la section « Notes et références ».
L’affaire Firepower est une affaire politico-financière d'escroquerie au détriment des consommateurs et d'investisseurs d'Australie qui s’est déroulée de 2005 à 2007.

## Escroquerie
Il s’agit de levée de fonds en vue de commercialiser un produit fantaisiste, de la commercialisation et de la promotion auprès des gouvernements étrangers d’une pastille fantaisiste censée réduire les consommations de carburant, et donc réduire la pollution tout en protégeant de l'usure les moteurs à combustion. Une pastille aurait été efficace pour un plein jusqu'à 60 litres, tandis qu'une grande pastille aurait été efficace pour un réservoir de 200 litres.

## Victimes
Le produit a été commercialisé en Australie, en Chine (via Hong Kong), en Grèce et en Papouasie-Nouvelle-Guinée. Les consommateurs ont acheté un produit sans aucune utilité.
Les investissements proviennent du monde entier et sont détournés, semble-t-il, vers les îles Vierges britanniques.

## Scandale
Le scandale est dénoncé par le journaliste australien Gerard Ryle, devenu par la suite directeur du Consortium international pour le journalisme d'investigation.

## Politique
Outre l'aspect cocasse de cette mystification et le montant des sommes engagées, c’est le fait que des ministres du Gouvernement Howard (1996-2007) soient impliqués qui lui a donné un tel retentissement. Ils ont notamment promu le produit auprès des gouvernements du monde entier.